# BR-453
Pour les articles homonymes, voir Route 453.

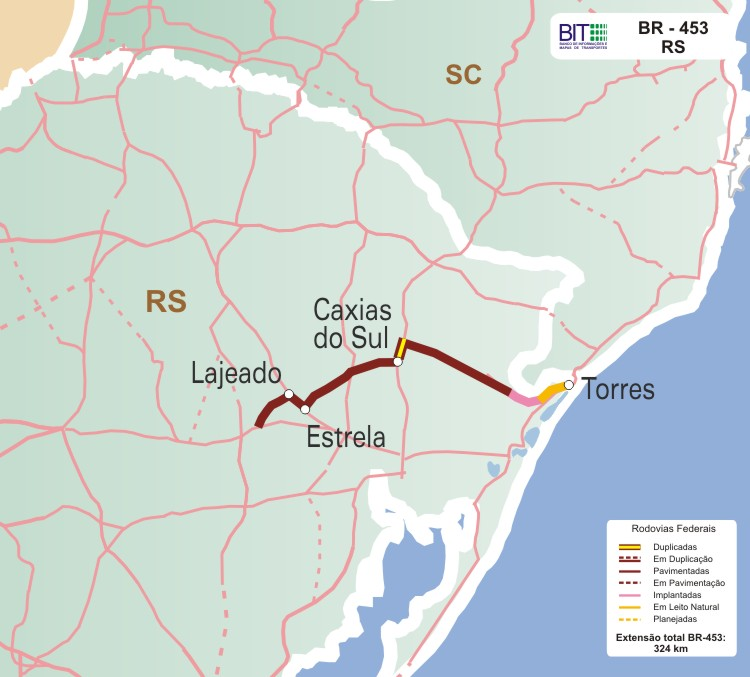
Tracé de la BR-453

La BR-453 est une route fédérale de liaison de l'État Rio Grande do Sul qui commence sur l'embranchement avec la BR-287, dans la municipalité de Passo do Sobrado et qui s'achève à Torres, à la limite avec l'État de Santa Catarina. Elle est en bon état jusqu'à la limite de São Francisco de Paula et Três Forquilhas, où le tronçon qui doit mener à Torres n'est pas encore réalisé. Seules 5 km entre la BR-101 et la ville sont implantés. Elle comporte plusieurs parties sous concession privée et soumises à péage : entre sont point de départ et Lajeado, entre Estrela et Garibaldi et entre Farroupilha et Caxias do Sul.
Elle dessert :
- Venâncio Aires
- Mato Leitão
- Cruzeiro do Sul
- Lajeado
- Estrela
- Teutônia
- Boa Vista do Sul
- Carlos Barbosa
- Garibaldi
- Farroupilha
- Caxias do Sul
- São Francisco de Paula
- Cambará do Sul

Elle est longue de 324,7 km (y compris les tronçons non construits).